# ادواردو راموس
ادواردو راموس (اسپانیایی: Eduardo Ramos‎؛ زادهٔ ۸ نوامبر ۱۹۴۹) بازیکن فوتبال اهل مکزیک بود.
از باشگاه‌هایی که در آن بازی کرده‌است می‌توان به باشگاه فوتبال گوادالاخارا اشاره کرد.
وی همچنین در تیم ملی فوتبال مکزیک بازی کرده‌است.